# Бухара Арена
«Бухара Арена» (узб. Buxoro Arena, также назывался стадионом «Универсиада», «Марказий») — многоцелевой стадион, располагавшийся в узбекистанском городе Бухара. Был открыт в 2002 году, вмещал 22 700 зрителей. Являлся домашней ареной местного футбольного клуба «Бухара». Являлся частью крупного спортивного комплекса «Бухара». В 2023 году был закрыт, в 2024 году – снесëн.